# Tai-Pan (datorspel 1987)
Tai-Pan var ett datorspel som släpptes av företaget Ocean år 1987 för Commodore 64, ZX Spectrum, Atari ST och PC, och även senare till Amiga. Spelet som är baserat på boken med samma namn av James Clavel var mycket hypat innan det väl släpptes, releasedatumet flyttades fram hela fyra gånger. När spelet väl släpptes fick det medelmåttiga betyg.